# Michael Walzer
Michael Walzer, född 3 mars 1935, är en amerikansk filosof, etiker, författare och föreläsare. Hans huvudämnen är bland annat krigsetik, politik och ekonomisk rättvisa. Han har skrivit böcker så som Just and Unjust Wars, Spheres of Justice och Politics and Passion. Walzer växte upp i New York och är av judisk härkomst, något som har influerat hans arbete så som genom boken The Jewish Political Tradition. Under 60-talet var Walzer engagerad i medborgarrättsrörelsen men kom med tiden att fokusera mer på Vietnamkriget. Ett krig han kom att behandla i sin bok Just and Unjust Wars och då i synnerhet krigsetiken i detta krig. I boken behandlar han bland annat frågor om soldaters ansvar i förhållande till befälhavare, när stater ska ge upp mot fientliga makter, hur krig har utvecklats historiskt och strategi i förhållande till moralitet.  Vidare kan också nämnas att Walzer vad ekonomiska orättvisor anbelangar menar att det krävs mer reglering av ekonomin för att motverka orättvisor, något han jämför med hur det demokratiska systemet har begränsningar för vad makthavare kan göra med makt. 